# Episodi di Sara e Marti (terza stagione)
La terza stagione della serie televisiva Sara e Marti, composta da 20 episodi, è andata in onda in prima visione dal 17 febbraio al 13 marzo 2020 su Disney Channel. 
| n° | Titolo                        | Prima TV Italia  |
| -- | ----------------------------- | ---------------- |
| 1  | L'importanza delle scelte     | 17 febbraio 2020 |
| 2  | E' tornato!                   | 18 febbraio 2020 |
| 3  | Le persone non cambiano       | 19 febbraio 2020 |
| 4  | Quanti segreti!               | 20 febbraio 2020 |
| 5  | Meno male che c'e' Saro       | 21 febbraio 2020 |
| 6  | L'inganno                     | 24 febbraio 2020 |
| 7  | Basta problemi di cuore       | 25 febbraio 2020 |
| 8  | L'amicizia che non ti aspetti | 26 febbraio 2020 |
| 9  | Pronti ai festeggiamenti      | 27 febbraio 2020 |
| 10 | Sorpresa!                     | 28 febbraio 2020 |
| 11 | L'amore va coltivato          | 2 marzo 2020     |
| 12 | Sorellanza                    | 3 marzo 2020     |
| 13 | Missione compiuta             | 4 marzo 2020     |
| 14 | Che confusione                | 5 marzo 2020     |
| 15 | San Valentino                 | 6 marzo 2020     |
| 16 | Giù la maschera               | 9 marzo 2020     |
| 17 | Maledetta gelosia!            | 10 marzo 2020    |
| 18 | Lezioni di cuore              | 11 marzo 2020    |
| 19 | Chi la fa l'aspetti           | 12 marzo 2020    |
| 20 | La capsula del tempo          | 13 marzo 2020    |